# Герб комуни Лінчепінг
Герб комуни Лінчепінг (швед. Linköpings kommunvapen) — символ шведської адміністративно-територіальної одиниці місцевого самоврядування комуни Лінчепінг. 

## Історія
Від XIII століття місто Лінчепінг використовувало герб. Він фігурує на міській печатці з документа за 1297 рік. 

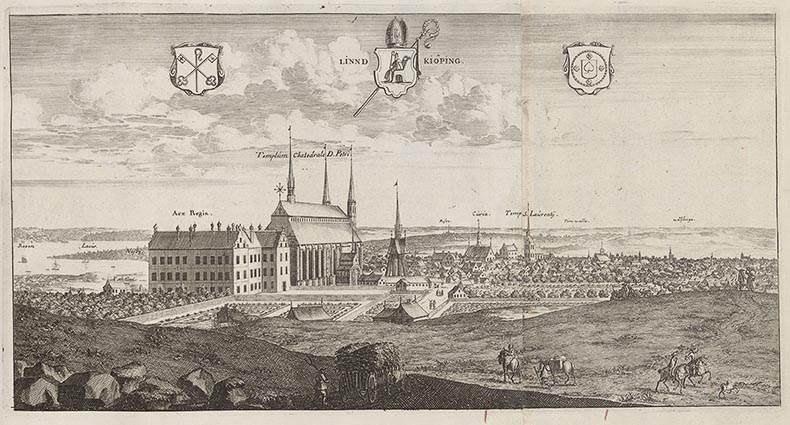
Єпископські герби на гравюрі з панорамою міста Лінчепінг (близько 1700 р.)

Герб міста Лінчепінг отримав королівське затвердження 1946 року. 
Після адміністративно-територіальної реформи, проведеної у Швеції на початку 1970-х років, муніципальні герби стали використовуватися лишень комунами. Цей герб був 1971 року перебраний для нової комуни Лінчепінг.
Герб комуни офіційно зареєстровано 1974 року.
Герби давніших адміністративних утворень, що увійшли до складу комуни, більше не використовуються.

Герб ландскомуни Врета Клостер (1956-1970)
Герб ландскомуни Окербу (1958-1970)

## Опис (блазон)
У синьому полі золота голова лева анфас з червоним язиком.

## Зміст
Сюжет герба походить з міської печатки 1297 року. Вважається, що лев міг бути називним символом і вказувати на латинізовану назву міста «Leonkopung».     